# Trirem

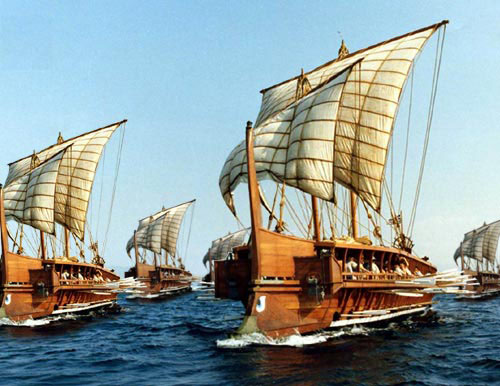
Triremer

Trirem (av latin: trirēmis, "treårare", från klassisk grekiska: triērēs, "treroddare") var ett fornromerskt örlogsfartyg härrörande galärerna. Riggen var traditionellt enkelmastad men förekom med förmast, ofta framåtlutande av mindre storlek. De utmärks av tre rader av åror och roddare snett ovanför varandra på var sida och en ramm av brons ovanliggande ytan.
Skeppstypen är bland annat känd från det första puniska kriget, vilket utkämpades mellan romerska republiken och Kartago. De var byggda för rammning, vilket den kartagerska flottan specialiserade sig på. Rom kontrade detta genom att montera äntringsbryggor (latin: corvus, "korp") på sina triremer som tillät medfört romersk infanteri att äntra fiendeskeppen för närstrid, vilket var Roms specialitet.

## Vidare information
- ”The Quest for the Greek Trireme” (på engelska) (dokumentär). BBC. youtube.com. 1987?. https://www.youtube.com/watch?v=9XmUYtrWQIE&t=278s. Läst 6 juli 2024.

### Webbkällor
- ”Norstedts uppslagsbok”. 1948. http://www.rosekamp.dk/Nordstedts_All/nordstedts_T_Text.pdf. Läst 18 juli 2023.